# گمینا پوکوی
گمینا پوکوی (به لهستانی:  Gmina Pokój) یک گمینا در لهستان است که در شهرستان نامسووف واقع شده‌است. گمینا پوکوی ۱۳۲٫۹۷ کیلومتر مربع مساحت و ۵٬۵۷۳ نفر جمعیت دارد.